# Juan Ribalta

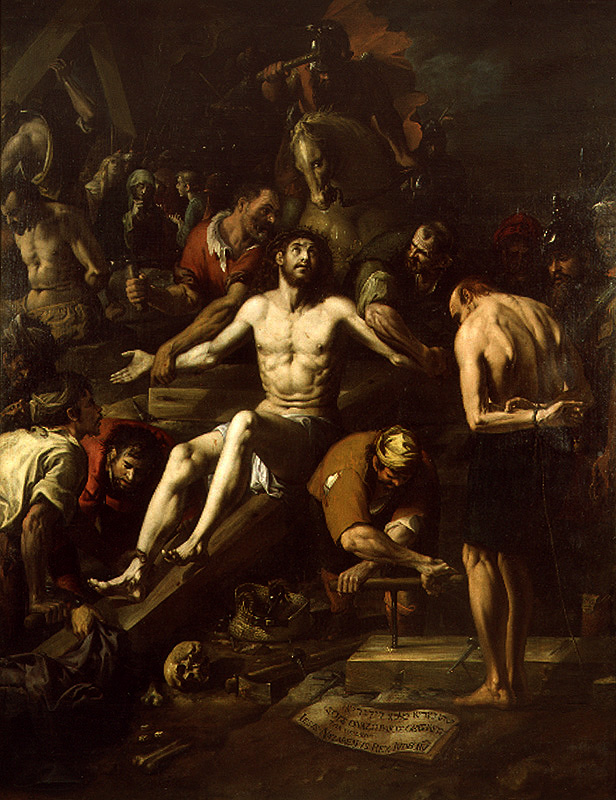
Preparativos para la crucifixión, óleo sobre lienzo, 310 x 237, Museo de Bellas Artes de Valencia. Firmado por Juan Ribalta en 1615, a los dieciocho años.

Juan Ribalta (Madrid, c. 1596-Valencia, 1628) fue un pintor barroco español. Hijo de Francisco Ribalta con quien se formó y colaboró en algunas de sus empresas, compartió algo de su estilo, por lo que sus obras con frecuencia se han confundido, aunque ya Antonio Palomino advertía que «la manera del padre fue más definida; y la del hijo algo más suelta, y golpeada».

## Biografía y obra
Juan Ribalta nació en Madrid a finales de 1596 o comienzos de 1597. Siendo muy niño su familia se trasladó a Valencia donde al poco de llegar, en 1601, falleció su madre, Inés Pelayo. Formado en el taller paterno y excelentemente dotado, se reveló como un artista precoz al firmar en 1615, declarando contar dieciocho años, el gran lienzo de los Preparativos para la Crucifixión pintado para la iglesia del monasterio de San Miguel de los Reyes (Museo de Bellas Artes de Valencia). Aunque pueden advertirse en él vínculos con la obra de igual asunto pintada treinta años atrás por su padre, se trata de una obra estilísticamente más avanzada, con un lenguaje plenamente naturalista y una técnica de pincelada abreviada en algunas zonas que será característica peculiar de su estilo. Sólo un año más tarde debió de pintar los pequeños lienzos de la predela de un altar para la cofradía del Rosario en la parroquia de Torrente, muy elogiados por Palomino, donde las enseñanzas paternas se funden con las influencias de Pedro de Orrente, llegado a Valencia ese mismo año 1616 para pintar el San Sebastián de la catedral. Los mismos recuerdos orrentescos se encuentran en la pequeña Adoración de los pastores (Museo de Bellas Artes de Bilbao), de tono anecdótico y pastoril, pintada con técnica de miniaturista y vibrantes pinceladas al reverso de una lámina de cobre con un grabado, firmado, en el que con técnica más de dibujante que de grabador representó la escena San Antonio predicando a los peces en el puerto de Rímini.
En febrero de 1618, con motivo de un pleito entablado por su padre, quien se negaba a ocupar el cargo de limosnero por sus muchas ocupaciones, se le preguntó a Francisco Ribalta si no era verdad que su hijo Juan «va ordinariamente vestido de seda y vestidos costosos, y suele llevar una cadena de oro al cuello, y lleva de ordinario un criado que va tras él». El síndico, queriendo demostrar la solvencia económica del padre, quiso saber también si no era cierto que Juan «trabaja y pinta muy hábil y diestramente, ganando muchos ducados para su padre», lo que éste negó, afirmando que había gastado mucho en su educación y que sólo ahora empezaba a saber pintar, además de que quería hacerlo para sí mismo, estando próximo a casarse, lo que hizo en efecto en abril de ese año, contrayendo matrimonio con Mariana Roca de la Serna, viuda de un doctor en medicina y con una posición social aventajada, poniendo con todo ello de manifiesto las aspiraciones sociales del pintor.

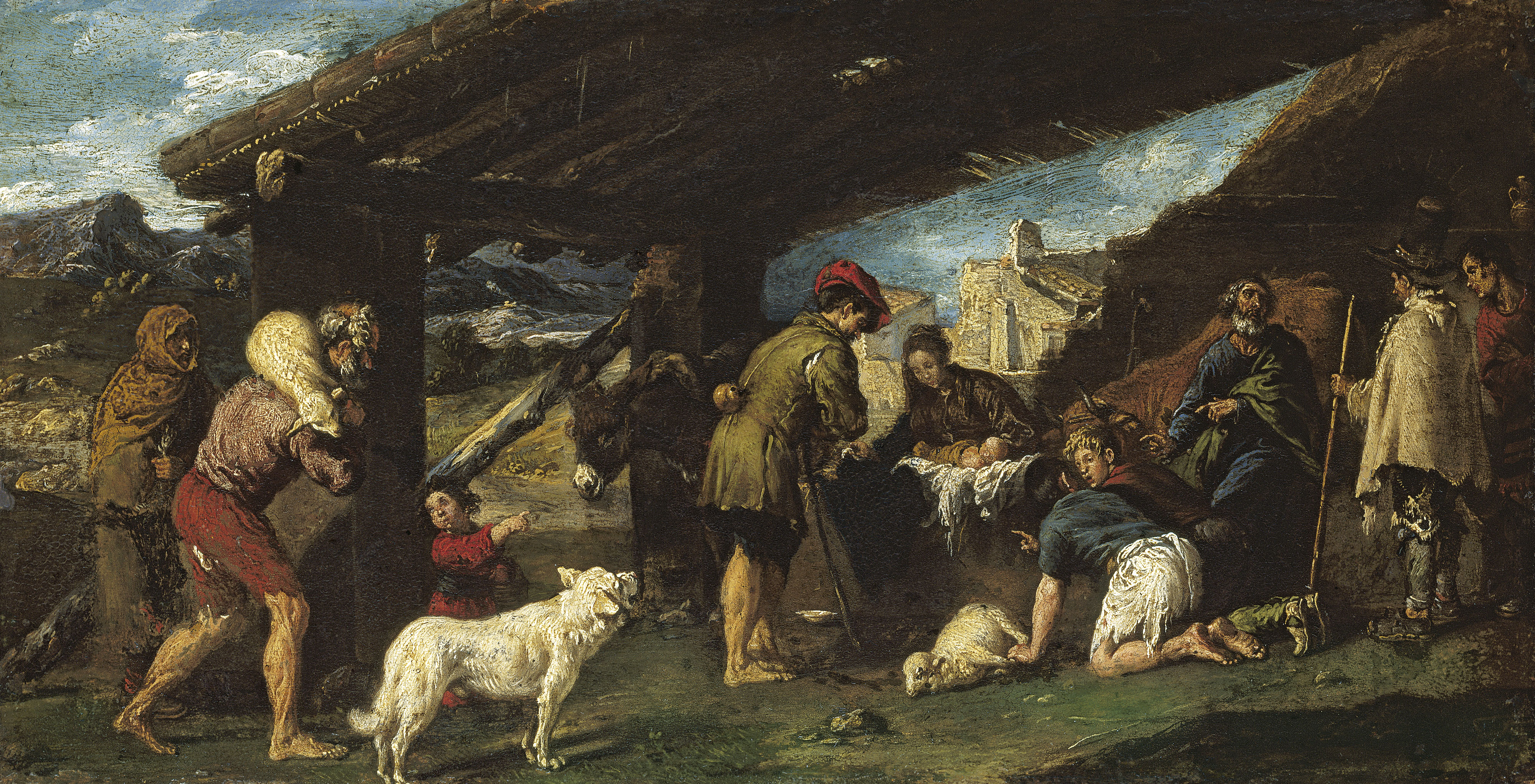
Adoración de los pastores, óleo sobre cobre, 15 x 29 cm. Museo de Bellas Artes de Bilbao. Pintada al reverso de una plancha de cobre con exquisita y precisa factura de miniaturista y alegre colorido de raíz veneciana bassanesca.

De su esmerada educación pueden dar testimonio los versos que escribió para el certamen con que se celebró en Valencia, en 1618, la beatificación de Tomás de Villanueva, publicados en 1620, y los elogios que le dedicó el poeta Gaspar de Aguilar. Es posible que a esas relaciones con el mundo intelectual valenciano se deba la serie de 28 retratos de eminentes valencianos que poseyó don Diego de Vich con atribución a Juan Ribalta, donados en 1641 al monasterio jerónimo de la Murta (Alcira) y traspasados al Museo de Bellas Artes, aunque la autoría de la serie íntegra no se pueda sostener. El documento de donación de la colección de Diego de Vich al monasterio de la Murta permite comprobar, además, que Juan cultivó también otros géneros de los que ninguna muestra se ha conservado, como el bodegón y la pintura de costumbres, mencionándose entre obras de Paul Brill, Orrente y otros, unos lienzos atribuidos a Juan Ribalta de un plato de uvas, un hombrecillo que saluda y otro llamado de los pícaros que juegan, además de una Santa Cecilia o la Música de padre e hijo.
En 1618 firmó y fechó el San Jerónimo en su estudio del Museo Nacional de Arte de Cataluña, obra clave para fijar su estilo en la que, aún tomando como modelo el conocido grabado de Durero, la figura del santo responde a un tipo muy personal y casi vulgar en su crudo naturalismo. Su independencia profesional, con todo, no significó desvincularse del taller paterno en el que debió de asumir a partir de estas fechas un mayor protagonismo. Para hacer frente a los compromisos del taller con el obispo de Segorbe Pedro Ginés de Casanova, marchó hacia 1619 a la zona alta de Castellón en unión de su cuñado Vicente Castelló y en compañía de Abdón Castañeda, formando un equipo que trabajó en años sucesivos en Jérica y la cartuja de Valdecristo, además de en la propia localidad de Segorbe donde pintaron dos cuadros hoy perdidos para su catedral y los altares del monasterio de agustinas de San Martín, donde pertenecía a Juan el gran lienzo del titular de su retablo mayor, quemado en 1936. En 1621 contrató con el obispo de Segorbe la pintura con escenas de la vida de la Virgen de las puertas del monumental retablo de Andilla, labor por la que los tres miembros del equipo cobrarán escalonadamente entre 1622 y 1626, correspondiendo el último pago a Juan a 1624. Obra hecha en colaboración, sólo uno de los grandes lienzos de este encargo, el de la Presentación de la Virgen, está firmado por él, pudiendo corresponderle también los lienzos del Abrazo en la puerta dorada, Visitación y Circuncisión. Se advierte en ellos todavía muy vivo el recuerdo de lo escurialense, muy especialmente en el citado de la Presentación de la Virgen en el que es clara la evocación del fresco de Pellegrino Tibaldi en el claustro del Monasterio de El Escorial, lo que ha hecho pensar que los diseños para el conjunto fuesen proporcionados por el padre, «cabeza oficial del taller»; pero la supervisión general del encargo y la ejecución, cuando menos, de la firmada Presentación es, sin duda, la característica del hijo, con su técnica de pincelada precisa y menuda.
A este momento han de pertenecer los cuatro evangelistas emparejados en dos lienzos del Museo del Prado, atribuidos en alguna ocasión al padre, y el monumental San Juan Evangelista, firmado, del mismo museo, cuyo fuerte acento tenebrista podría ponerse en relación con las últimas obras paternas. Consta que al menos desde enero de 1627 se encontraba de nuevo en Valencia, donde cobró por una Virgen María pintada para la condesa de Cocentaina y parece probable que colaborase en la realización del retablo mayor de la cartuja de Porta-Coeli, contratado por su padre en 1624, advirtiéndose su mano en el San Pedro de unas de las puertas del transagrario.
En enero de 1628, a la muerte de su padre, entabló pleito contra su hermana Mariana, monja profesa, alegando que ya había recibido con la dote su parte de la herencia. Sólo nueve meses después, el 9 de octubre, fallecía también Juan, a causa probablemente de una epidemia de tifus, nombrando albaceas al escultor Juan Miguel Orliéns y a su cuñado Vicente Castelló, siendo enterrado en la parroquia de los Santos Juanes junto a su padre.